# Blauta
Blauta – rodzaj chrząszczy z rodziny sprężykowatych (Elateridae).
Tworząc rodzaj w 1853, LeConte umieścił tam nowo opisany przez siebie gatunek Blauta cauta. Minęło 6 lat, nim z kolei Candèze przeniósł tam Ampedus cribrarius i zsynonimizował oba te gatunki, pozostawiając rodzaj monotypowym. W związku z tym spotyka się informacje, że gatunkiem typowym rodzaju Blauta jest Ampedus cribrarius Germar, 1844. Drugi gatunek, Blauta falli, opisany został przez Browna w 1936, 11 lat po tym, jak Schenkling zdecydował się włączyć rodzaj do podrodziny Elaterinae.
Przedstawiciele rodzaju zasiedlają USA. Spotykano ich w następujących stanach: Karolina Północna, Missisipi, Alabama, Georgia, Karolina Południowa, Floryda.